# Волго
Во́лго — озеро в Селижаровском, Осташковском и Пеновском районах Тверской области России, в 25 км к югу от Осташкова, крупнейшее в системе Верхневолжских озёр на Валдайской возвышенности, четвёртое и последнее из группы озёр, через которое проходит верхнее течение реки Волги, зарегулировано Верхневолжским бейшлотом. Высота над уровнем моря — 206,5 м.
Два озера Волго (Волго-I, Волго-II), соединённые протокой у Большого и Малого Лохово, вытянуто с запада на восток на 40 км, ширина озёр до 4 км, средняя глубина 2 м, площадь водной поверхности озёр 61 км². Озеро Волго в результате постройки Верхневолжского бейшлота существенно изменило свои границы. Прежде длина его была 7 км, ширина — до 2 км. Сейчас Волго раскинулось от деревни Волга (Тухачёво), на западе до посёлка Селище на востоке. Между озёрами Пено и Волго (около 30 км) река Волга представляет собой разлив, то расширяющий, то сокращающий свои границы. Южные берега Волго более возвышенные, северные — более низменные. В некоторых местах по высоким берегам видны выходы известняков. Из-под известняков нередко бьют ключи — так называемые «кипятки» с водой-«здоровцом», температура которой круглый год равняется 6 °C. В районе деревень Колобово, Польки и Починок озеро образует три большие луки.
В западной части у Пено в Волго-I с юга впадают реки Плотиченка и Жукопа. На северном берегу Волго-I (длина 19 км) деревни Кустынь и Занепречье. В протоку между озёрами с юга впадают реки Леменка и Большая Дубенка, с севера — река Коча.
По северному берегу Волго-II (длина 21 км, ширина до 3 км) два больших залива. Почти в центре озера поднимается остров Белый Плав. Северные берега озера низменные, часто затопляются при разливе. По берегам Волго-II расположены деревни Ясенское, Починок, Завирье, Польки, Лапино, Волга (Тухачёво), Девичье, Колобово, Бор, Казаково. В месте, где река Волга вытекает из Волго-II, расположен посёлок Селище.
Уровень воды в озере в зависимости от режима Верхневолжского бейшлота (плотины, расположенной в 5 км ниже места вытекания Волги из озера Волго) может значительно колебаться.
На северном берегу озера Волго многослойные стоянки Подол III, Баранова Гора, Ланино 1.